# Korszów (stacja kolejowa)
Korszów (ukr. Коршів, ros. Коршев) – stacja kolejowa w miejscowości Korszów, w rejonie kołomyjskim, w obwodzie iwanofrankiwskim, na Ukrainie. Położona jest na linii Lwów – Czerniowce.
Stacja powstała w XIX w., w czasach austro-węgierskich, na drodze żelaznej lwowsko-czerniowiecko-suczawskiej, pomiędzy stacjami Ottynia i Turka.